# 칼리드 사이크 모하메드

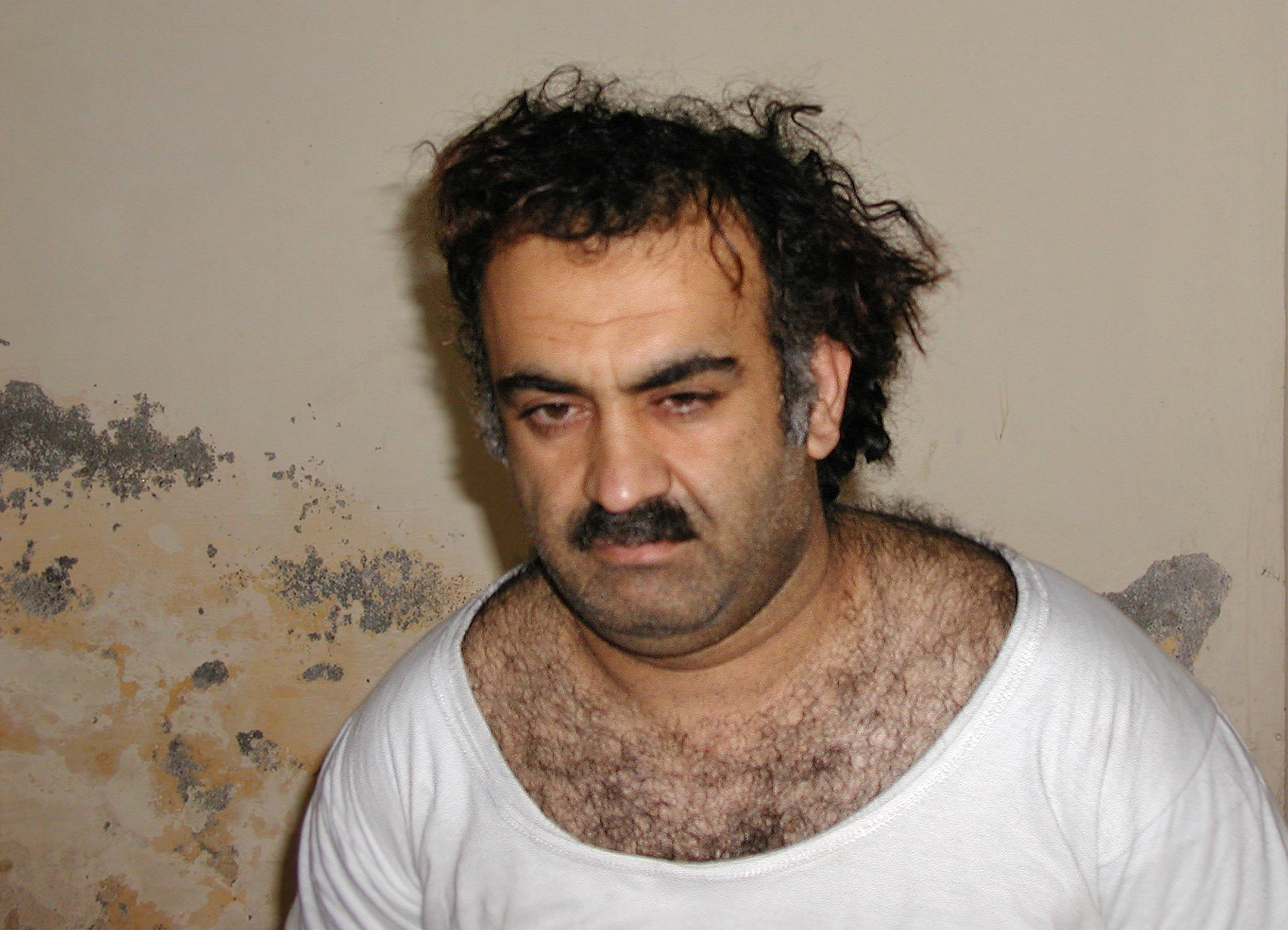
칼리드 사이크 모하메드는 2003년에 체포되었다.

칼리드 사이크 모하메드(영어: Khalid Sheikh Mohammed, 1965년 4월 14일 ~ )는 미국이 관타나모 수용소에 테러 관련 혐의로 억류 중인 파키스탄 극단주의 테러범이다. 그는 9/11 위원회 보고서에서 "9/11 테러의 주요 설계자"로 임명되었다. 그는 종종 그의 이니셜인 KSM으로 불린다.
사이크 모하메드는 오사마 빈 라덴의 조직인 알카에다의 일원으로 1999년경부터 2001년 말까지 알카에다의 선전 활동을 이끌었다. 모하메드는 2003년 3월 1일 파키스탄 라왈핀디에서 미국 중앙정보국(CIA)과 파키스탄 정보국(ISI)의 합동 작전에 의해 체포됐다.  체포된 직후, 모하마드는 아프가니스탄과 폴란드에 있는 비밀 CIA 감옥으로 보내졌고, 그곳에서 그는 미국 공작원들에 의해 심문을 받았다. 2006년 12월, 그는 관타나모 수용소의 군사 수용소로 이송되었다.
2007년 3월, 중요한 심문 후, 모하메드는 9.11 테러, 리처드 레이드 신발 폭탄 테러, 인도네시아 발리 나이트클럽 폭탄 테러, 1993년 세계 무역 센터 폭탄 테러, 다니엘 펄 살해, 그리고 수많은 다른 범죄들을 주도했다고 자백했다. 그는 2008년 2월 관타나모 수용소의 미군 위원회로부터 전쟁 범죄와 살인 혐의로 기소되었다. 2012년, 전직 군 검찰관은 고문을 통해 얻은 자백 때문에 이 절차를 지지할 수 없다고 비판했다. 2008년 미국 대법원의 결정은 또한 그러한 입학 허가를 얻기 위해 사용된 방법의 합법성과 형사 소송에서 증거로서 그러한 입학 허가의 허용성에 의문을 제기했다.
2019년 8월 30일, 군 판사는 모하메드의 사형 재판을 위한 재판 날짜를 2021년 1월 11일로 정했다. 2020년 12월 18일 코로나19 범유행으로 인해 재판이 연기되었다. 모하메드의 재판은 2021년 9월 7일에 재개되었다. 그러나 바이든 행정부가 사형을 폐지하는 유죄 판결을 저울질하면서 2023년으로 그의 재판이 다시 연기되었다.
2024년 7월 31일, 칼리드 셰이크 모하메드는 종신형을 선고받는 대가로 사형 재판을 피했다.

## 같이 보기
- 오사마 빈라덴
- 더 리포트